# دانيال ويكفيلد سميث
دانيال ويكفيلد سميث (بالإنجليزية: Daniel Wakefield Smith)‏ هو مصور وملحن وصحفي ومراسل عسكري ومخرج أمريكي، ولد في 1973.